# Coelioxys oaxacana
Coelioxys oaxacana är en biart som beskrevs av Baker 1975. Coelioxys oaxacana ingår i släktet kägelbin, och familjen buksamlarbin. Inga underarter finns listade i Catalogue of Life.